# Monumenti di Enna
I monumenti di Enna sono numerosi e dotati di una propria impronta architettonica, grazie alla sua storia, che parte dal ruolo di roccaforte militare presso i Sicani, per poi essere dominata da numerosi popoli diversi (Greci, Romani, Bizantini, Arabi, Normanni, Svevi, Spagnoli, Borboni).

## Architetture militari
La città di Enna ha origini incerte e remote, antecedenti a quelle di Roma. Fu fondata come roccaforte militare dai Sicani, incalzati dall'avanzata dei Siculi provenienti da sud, su un promontorio isolato al centro della Sicilia, che fungesse da rifugio.

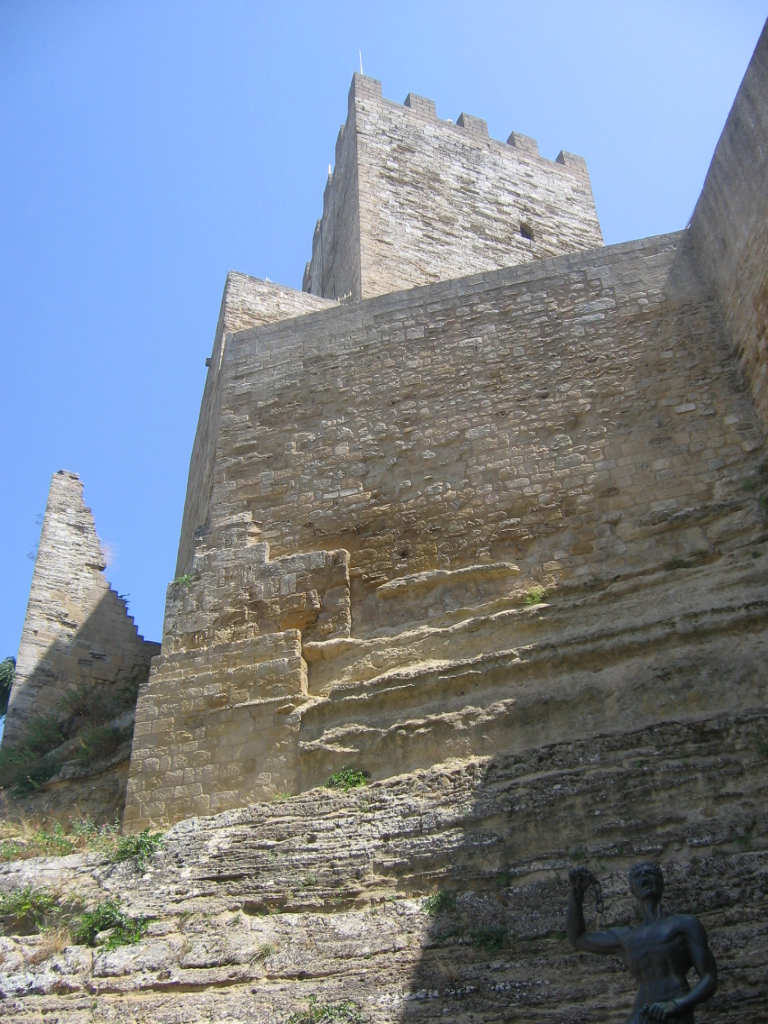
Castello di Lombardia, particolare della Torre Pisana

I coloni si stanziarono sullo sperone orientale del monte, la parte più alta, la cui quota sfiora i 990 m; qui edificarono una primordiale fortezza dove oggi sorge il Castello di Lombardia, in posizione strategica. Il castello sicano era infatti protetto per tre lati dai fianchi ripidi della montagna, mentre un quarto lato si apriva sull'altopiano dove oggi si estende il centro urbano.
Grazie a questa strategica posizione, esso divenne presto un influente centro greco, che i Romani attaccarono più volte fallendo nell'espugnarlo. Solo infiltrandosi nella rete fognaria cittadina le legioni latine riuscirono a raggiungere la città e a conquistarla, a seguito di un rovinoso incendio da essi appiccato, che pare avesse danneggiando le architetture militari di matrice sicana e greca esistenti in cima al monte. Sotto i Romani vennero perpetrate depredazioni da parte del pretore Gaio Licinio Verre al castello e al tempio di Cerere, atti per i quali fu in seguito processato.
- Castello di Lombardia

È considerato da storici ed esperti come il maggiore e il più maestoso tra i castelli della Sicilia. Fondato dai Sicani, il cui re visse qui; l’odierno castello fu costruito dai Normanni sui resti di quello sicano successivamente restaurato e in parte ricostruito dagli Svevi, e questi ultimi vi riunirono il primo Parlamento Siciliano. Torri ed atri. Teatro lirico (momentaneamente chiuso).
- Torre Pisana

È la più bella e la più alta tra le torri del Castello di Lombardia.
- Torre di Federico II

Pregevole esemplare d'architettura militare federiciana, la Torre di Federico sorge sulla sommità di un poggio alberato, nell'omonima Villa, e presenta due soffitti con volte ad ombrello gotiche. Ruolo geotedico e sede di mostre ed eventi culturali.

## Architetture religiose
- Duomo di Enna

Tra le più belle chiese madri siciliane, al suo interno, celato da un'imponente facciata e da notevoli portali, si fondono numerosi stili artistici europei dal XIV sec. al XVIII.
- Santuario di Papardura
- Chiesa di San Michele Arcangelo
- Chiesa di San Cataldo
- Chiesa di San Francesco d'Assisi
- Chiesa di San Marco (Enna)
- Chiesa di Santa Maria La Nuova

## Musei
- Museo Alessi

Annesso al Duomo, il Civico Museo Alessi, fondato nella seconda metà del XIX sec., espone ricche collezioni di numismatica, con 4.000 monete greche e romane, oreficeria, con il tesoro del Duomo, uno dei maggiori d'Italia, e altre sezioni come quella archeologica di vasellameria e reperti vari.
- Museo archeologico regionale

Nel pregevole Palazzo Varisano - antistante il Duomo - di stile barocco, offre in cinque sale reperti archeologici di svariata natura rinvenuti in tutta la Provincia di Enna, tra cui Morgantina, dal Neolitico in avanti.
- Museo della Fede e della Tradizione

Preziose ceramiche di Caltagirone, rappresentanti alcuni momenti della Settimana Santa di Enna, nel cortile della Chiesa di san Leonardo.
- Museo della Sicilia in 3D

Sulla Via Roma, descrive sapori, colori, profumi e immagini della Sicilia.
- Museo del Collegio di S. Maria La Nuova

Annesso alla Chiesa del Collegio di S. Maria La Nuova, si possono ammirare gli antichi abiti liturgici del Collegio, abiti liturgici, statue del 1600 e una interessante raccolta di manoscritti.

## Strade e piazze

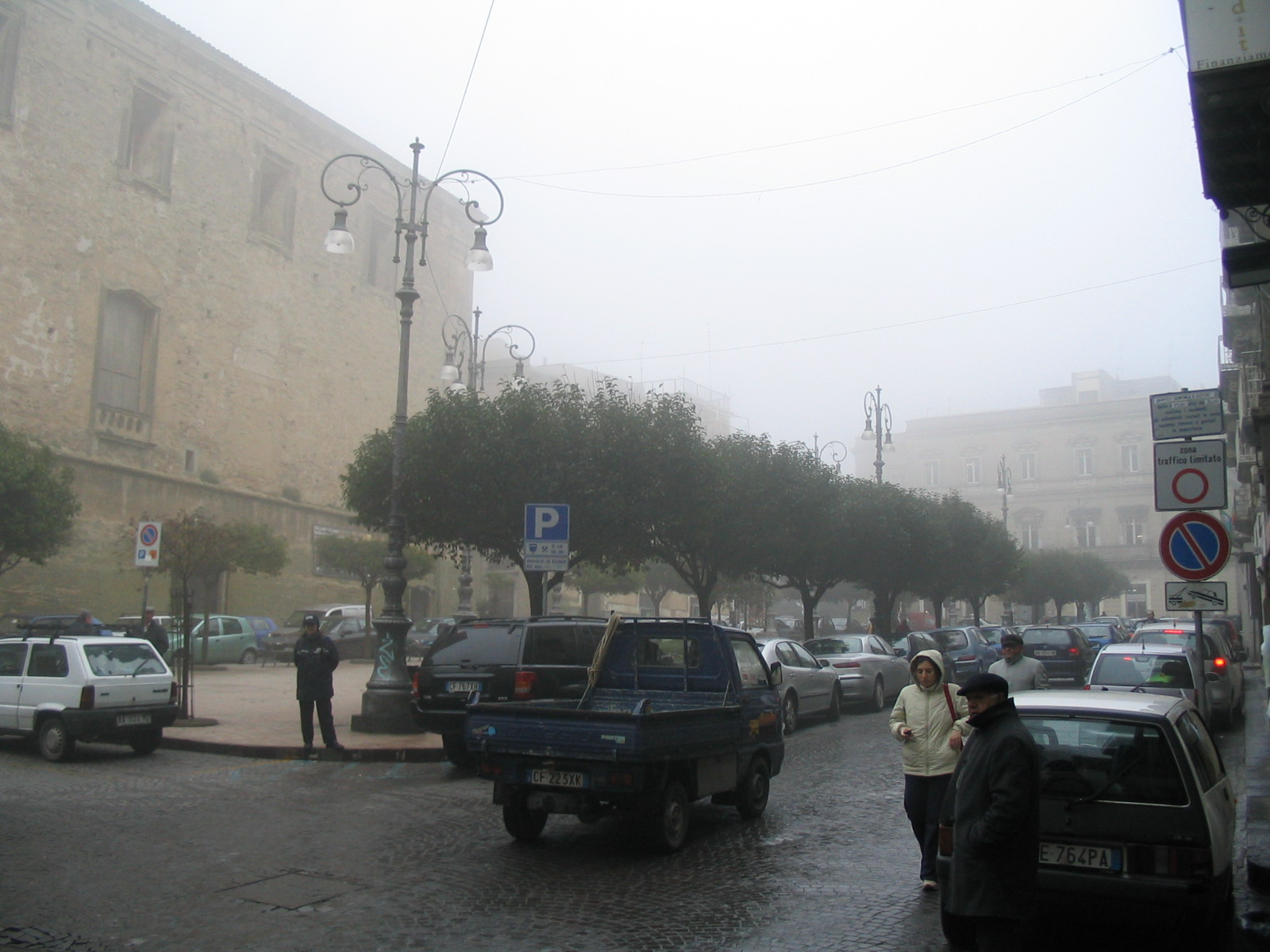
Scorcio di Piazza Vittorio Emanuele avvolta nella nebbia

- Via Roma, nel centro storico cittadino
- Via Mercato, nel centro del quartiere antico di Fundrisi
- Piazza Vittorio Emanuele II, centro della vita cittadina
- Belvedere di Enna
- Piazza Mazzini, dove sorgono il Duomo, un'altra chiesa, un convento e due musei
- Piazza Colajanni, tra una chiesa, un convento, il barocco Palazzo Pollicarini e il monumento a Napoleone Colajanni
- Piazza VI Dicembre, in memoria dell'erezione a capoluogo di provincia, col Teatro Garibaldi

## Quartieri

### Quartieri storici e antichi
- Centro storico di Enna
- Quartiere Fundrisi
- Quartiere San Pietro
- Quartiere Valverde
- Quartiere del Popolo
- Quartiere della Colombaia
- Quartiere del Purtusieddu

### Quartieri moderni
- Enna Bassa
- Monte (Enna)

## Altro

### Teatri

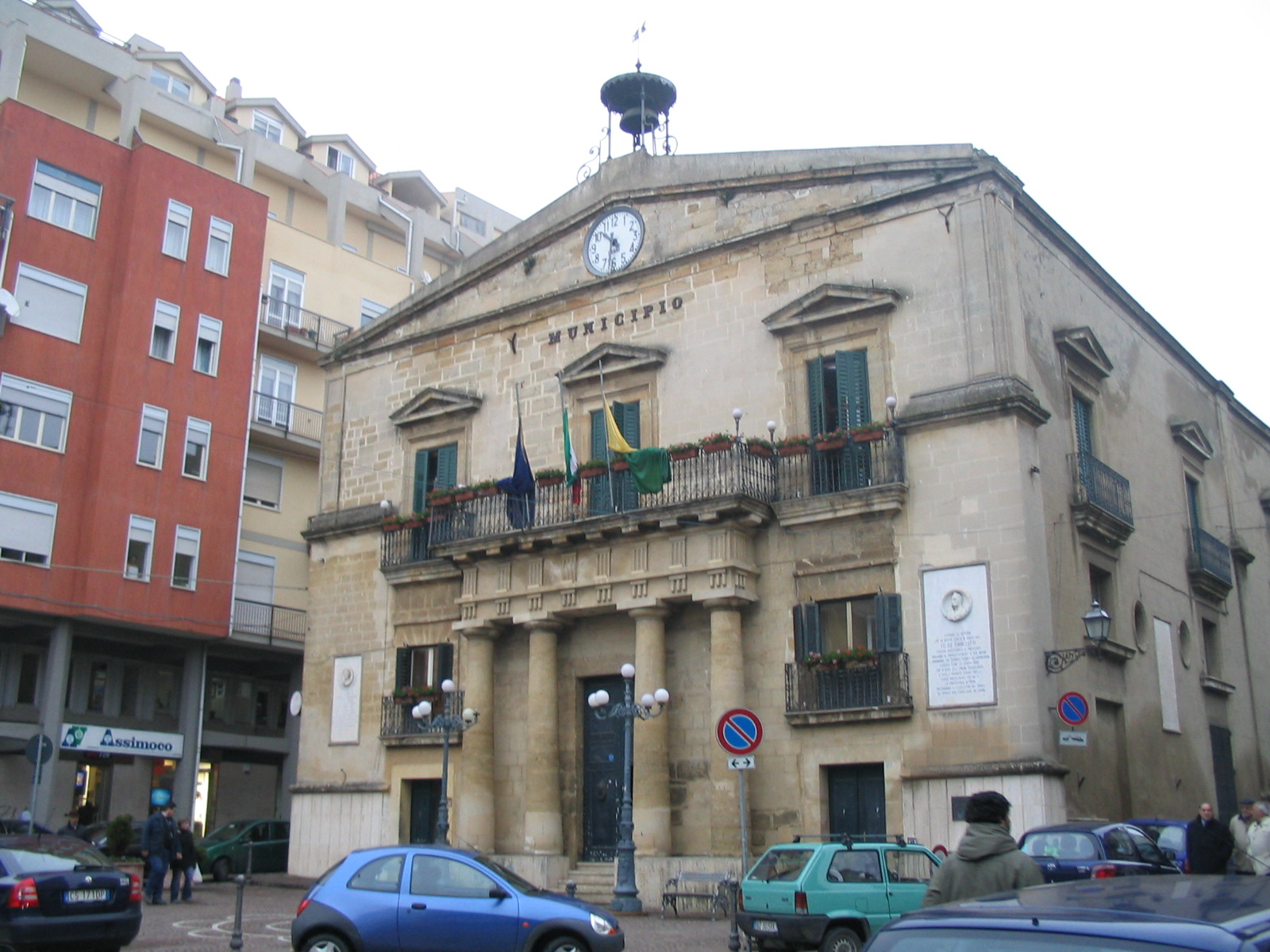
Il Teatro Garibaldi, sede del municipio di Enna

- Teatro Garibaldi, in stile neoclassico
- Auditorium Centrale dell'Università Kore di Enna, dove si svolgono concerti strumentali ed operistici

### Biblioteche
- Biblioteche Comunali
- Biblioteche dell'Università
- Archivio storico del Duomo
- Biblioteca della Camera di Commercio
- Archivio storico del Collegio di S. Maria La Nuova

### Ville
- Villa di Federico II
- Villa Pisciotto
- Villa romana di contrada Geraci

### Porte
- Porta di Janniscuru